# Jiří Jarošík
Jiří Jarošík (ur. 27 października 1977 w Uściu nad Łabą) – czeski piłkarz występujący na pozycji pomocnika.

## Życiorys
Reprezentował barwy Sparty Praga, Slovana Liberec i CSKA Moskwa, z którego przeszedł do Chelsea za 4,5 mln dolarów w styczniu 2005. W sierpniu tego samego roku The Blues wypożyczyli go na rok do Birmingham City, a w latach 2006–2008 występował w szkockim Celtiku. Od lutego 2008 roku był piłkarzem rosyjskiej Krylii Sowietow Samara. Potem grał w Realu Saragossa. W latach 2011–2013 ponownie występował w Sparcie Praga. W 2013 roku przeszedł do Deportivo Alavés.